# KTS Tarnobrzeg 2015/2016
Sezon 2015/16 KTS SPAR – Zamek Tarnobrzeg
W sezonie 2015/16 KTS SPAR – Zamek Tarnobrzeg uczestniczył w rozgrywkach polskiej Ekstraklasy, zdobywając po raz 25. tytuł Drużynowego Mistrza Polski oraz w rozgrywkach European Champions League Woman (Liga Mistrzyń ETTU), gdzie ostatecznie dotarł po raz pierwszy w swojej historii do finału tych rozgrywek. W finale tarnobrzeskie tenisistki nie sprostały jednak drużynie TTC Berlin Eastside.

## Kadra zespołu
| KTS Zamek Tarnobrzeg      | KTS Zamek Tarnobrzeg | KTS Zamek Tarnobrzeg |
| Nazwisko i imię           | Narodowość           | Data urodzenia       |
| ------------------------- | -------------------- | -------------------- |
| Stefańska Kinga (kapitan) | Polska               | 22 stycznia 1980     |
| Li Qian                   | Polska               | 30 lipca 1986        |
| Han Ying                  | Niemcy               | 29 kwietnia 1983     |
| Partyka Natalia           | Polska               | 27 lipca 1989        |
| Mitsuki Yoshida           | Japonia              | 17 maja 1984         |
| Pan Yingying              |                      | 16 stycznia 1993     |

Zbigniew Nęcek (trener od 1 czerwca 1987 roku), Tamara Czigwincewa (II trener), Karolina Stec-Cybruch (fizjoterapeutka).

## Ekstraklasa

### Runda zasadnicza
| 1  | 9 września 2015      | LUKS AGRO-SIEĆ Chełmno – KTS SPAR – Zamek Tarnobrzeg           | 0:3 |
| 2  | 13 września 2015     | KTS SPAR – Zamek Tarnobrzeg – AZS UMCS OPTIMA Lublin           | 3:1 |
| 3  | 15 września 2015     | AROTEAM AZS AJD Częstochowa – KTS SPAR – Zamek Tarnobrzeg      | 1:3 |
| 4  | 13 października 2015 | KTS SPAR – Zamek Tarnobrzeg – KS BRONOWIANKA Kraków            | 3:0 |
| 5  | 7 listopada 2015     | KGHM-ZANAM DWSPiT Polkowice – KTS SPAR – Zamek Tarnobrzeg      | 2:3 |
| 6  | 4 listopada 2015     | KTS SPAR – Zamek Tarnobrzeg – POLMLEK ZAMER Lidzbark Warmiński | 3:0 |
| 7  | 20 listopada 2015    | GLKS WANZL SCANIA Nadarzyn – KTS SPAR – Zamek Tarnobrzeg       | 1:3 |
| 8  | 23 listopada 2015    | KTS SPAR – Zamek Tarnobrzeg – KU AZS UE Wrocław                | 3:1 |
| 9  | 6 grudnia 2015       | SKTS Sochaczew – KTS SPAR – Zamek Tarnobrzeg                   | 0:3 |
| 10 | 9 stycznia 2016      | KTS SPAR – Zamek Tarnobrzeg – LUKS AGRO-SIEĆ Chełmno           | 3:0 |
| 11 | 12 stycznia 2016     | AZS UMCS OPTIMA Lublin – KTS SPAR – Zamek Tarnobrzeg           | 2:3 |
| 12 | 10 lutego 2016       | KTS SPAR – Zamek Tarnobrzeg – AROTEAM AZS AJD Częstochowa      | 3:1 |
| 13 | 13 lutego 2016       | KS BRONOWIANKA Kraków – KTS SPAR – Zamek Tarnobrzeg            | 0:3 |
| 14 | 16 lutego 2016       | KTS SPAR – Zamek Tarnobrzeg – KGHM-ZANAM DWSPiT Polkowice      | 3:2 |
| 15 | 15 marca 2016        | POLMLEK ZAMER Lidzbark Warmiński – KTS SPAR – Zamek Tarnobrzeg | 1:3 |
| 16 | 30 marca 2016        | KTS SPAR – Zamek Tarnobrzeg – GLKS WANZL SCANIA Nadarzyn       | 3:1 |
| 17 | 4 maja 2016          | KU AZS UE Wrocław – KTS SPAR – Zamek Tarnobrzeg                | 1:3 |
| 18 | 7 maja 2016          | KTS SPAR – Zamek Tarnobrzeg – SKTS Sochaczew                   | 3:1 |

| KTS Tarnobrzeg w tabeli Ekstraklasy kobiet w sezonie 2015/16 | KTS Tarnobrzeg w tabeli Ekstraklasy kobiet w sezonie 2015/16 | KTS Tarnobrzeg w tabeli Ekstraklasy kobiet w sezonie 2015/16 | KTS Tarnobrzeg w tabeli Ekstraklasy kobiet w sezonie 2015/16 | KTS Tarnobrzeg w tabeli Ekstraklasy kobiet w sezonie 2015/16 | KTS Tarnobrzeg w tabeli Ekstraklasy kobiet w sezonie 2015/16 | KTS Tarnobrzeg w tabeli Ekstraklasy kobiet w sezonie 2015/16 |
| Lokata                                                       | Drużyna                                                      | Mecze                                                        | Punkty                                                       | Zwycięstwa                                                   | Porażki                                                      | Bilans setów                                                 |
| ------------------------------------------------------------ | ------------------------------------------------------------ | ------------------------------------------------------------ | ------------------------------------------------------------ | ------------------------------------------------------------ | ------------------------------------------------------------ | ------------------------------------------------------------ |
| 1                                                            | KTS SPAR – Zamek Tarnobrzeg                                  | 18                                                           | 36                                                           | 18                                                           | 0                                                            | 54:15                                                        |
| 2                                                            | GLKS WANZL SCANIA Nadarzyn                                   | 18                                                           | 28                                                           | 14                                                           | 4                                                            | 47:27                                                        |
| 3                                                            | SKTS Sochaczew                                               | 18                                                           | 24                                                           | 12                                                           | 6                                                            | 44:29                                                        |
| 4                                                            | POLMLEK ZAMER Lidzbark Warmiński                             | 18                                                           | 24                                                           | 12                                                           | 6                                                            | 44:27                                                        |

### Faza play-off
|  |          |                                  |          |                |          |   |   |                             |       |       |       |       |
|  | Półfinał | Półfinał                         | Półfinał | Półfinał       | Półfinał |   |   | Finał                       | Finał | Finał | Finał | Finał |
|  | Półfinał | Półfinał                         | Półfinał | Półfinał       | Półfinał |   |   | Finał                       | Finał | Finał | Finał | Finał |
|  |          |                                  |          |                |          |   |   |                             |       |       |       |       |
|  |          |                                  |          |                |          |   |   |                             |       |       |       |       |
|  | 1        | KTS SPAR – Zamek Tarnobrzeg      | 3        | 3              |          |   |   |                             |       |       |       |       |
|  | 1        | KTS SPAR – Zamek Tarnobrzeg      | 3        | 3              |          |   |   |                             |       |       |       |       |
|  | 4        | POLMLEK ZAMER Lidzbark Warmiński | 0        | 1              |          |   |   |                             |       |       |       |       |
|  | 4        | POLMLEK ZAMER Lidzbark Warmiński | 0        | 1              |          |   | 1 | KTS SPAR – Zamek Tarnobrzeg | 3     | 3     |       |       |
|  |          |                                  |          |                |          |   | 1 | KTS SPAR – Zamek Tarnobrzeg | 3     | 3     |       |       |
|  |          |                                  | 2        | SKTS Sochaczew | 1        | 1 |   |                             |       |       |       |       |
|  | 2        | GLKS WANZL SCANIA Nadarzyn       | 2        | SKTS Sochaczew | 1        | 1 | 0 | 2                           |       |       |       |       |
|  | 2        | GLKS WANZL SCANIA Nadarzyn       |          |                |          |   |   |                             |       |       |       |       |
|  | 3        | SKTS Sochaczew                   | 3        | 3              |          |   |   |                             |       |       |       |       |
|  | 3        | SKTS Sochaczew                   | 3        | 3              |          |   |   |                             |       |       |       |       |
|  |          |                                  |          |                |          |   |   |                             |       |       |       |       |

## Rozgrywki Europejskie

### Liga Mistrzyń
W rozgrywkach European Champions League Woman występowało 12 drużyn podzielonych na cztery grupy składające się z trzech drużyn. Do ćwierćfinału awansowały dwa najlepsze zespoły z każdej grupy. Trzecie miejsce w tabeli było premiowane występami w ćwierćfinałach rozgrywek Pucharu ETTU.
Grupa A

 TTC Berlin Eastside

 BURSA BÜYÜKŞEHİR BELEDİYESPOR

 TT SAINT QUENTIN
Grupa B

 SVNO Ströck

 Szekszard AC

 UCAM Cartagena
Grupa C

 Fenerbahçe Spor Kulübü Istanbul

 Metz TT

 Postas Sport Egyesulet
Grupa D

 KTS SPAR – Zamek Tarnobrzeg

 Linz AG Froschberg

 CP LYSSOIS LILLE METROPOLE
| 1 | 21 września 2015    | KTS SPAR – Zamek Tarnobrzeg – CP LYSSOIS LILLE METROPOLE | 1:3 |
| 2 | 8 października 2015 | Linz AG Froschberg – KTS SPAR – Zamek Tarnobrzeg         | 2:3 |
| 3 | 27 listopada 2015   | CP LYSSOIS LILLE METROPOLE – KTS SPAR – Zamek Tarnobrzeg | 1:3 |
| 4 | 4 grudnia 2015      | KTS SPAR – Zamek Tarnobrzeg – Linz AG Froschberg         | 3:2 |

| Tabela grupy D w rozgrywkach Ligi Mistrzyń ETTU | Tabela grupy D w rozgrywkach Ligi Mistrzyń ETTU | Tabela grupy D w rozgrywkach Ligi Mistrzyń ETTU | Tabela grupy D w rozgrywkach Ligi Mistrzyń ETTU | Tabela grupy D w rozgrywkach Ligi Mistrzyń ETTU | Tabela grupy D w rozgrywkach Ligi Mistrzyń ETTU |
| Lokata                                          | Drużyna                                         | Punkty                                          | Zwycięstwa                                      | Porażki                                         | Bilans setów                                    |
| ----------------------------------------------- | ----------------------------------------------- | ----------------------------------------------- | ----------------------------------------------- | ----------------------------------------------- | ----------------------------------------------- |
| 1                                               | KTS SPAR – Zamek Tarnobrzeg                     | 7                                               | 3                                               | 1                                               | 10:8                                            |
| 2                                               | Linz AG Froschberg                              | 6                                               | 2                                               | 2                                               | 10:9                                            |
| 3                                               | CP LYSSOIS LILLE METROPOLE                      | 5                                               | 1                                               | 3                                               | 7:10                                            |

| KTS Tarnobrzeg w rozgrywkach finałowych Ligi Mistrzyń ETTU | KTS Tarnobrzeg w rozgrywkach finałowych Ligi Mistrzyń ETTU | KTS Tarnobrzeg w rozgrywkach finałowych Ligi Mistrzyń ETTU                                          | KTS Tarnobrzeg w rozgrywkach finałowych Ligi Mistrzyń ETTU |
| Runda                                                      | Data                                                       | Drużyny                                                                                             | Wynik                                                      |
| ---------------------------------------------------------- | ---------------------------------------------------------- | --------------------------------------------------------------------------------------------------- | ---------------------------------------------------------- |
| ćwierćfinał                                                | 18 stycznia 2016 22 stycznia 2016                          | Fenerbahçe Spor Kulübü Istanbul – KTS SPAR – Zamek Tarnobrzeg – Fenerbahçe Spor Kulübü Istanbul     | 1:3 2:3                                                    |
| półfinał                                                   | 11 marca 2016 1 kwietnia 2016                              | UCAM Cartagena – KTS SPAR – Zamek Tarnobrzeg – UCAM Cartagena                                       | 1:3 :1                                                     |
| finał                                                      | 29 kwietnia 2016 27 maja 2016                              | KTS SPAR – Zamek Tarnobrzeg – TTC Berlin Eastside TTC Berlin Eastside – KTS SPAR – Zamek Tarnobrzeg | 2:3 3:0                                                    |
| Wicemistrzostwo Europy                                     |                                                            | |                                                            |